# Aufenthaltsbeschränkung
Die Aufenthaltsbeschränkung war eine seit 1968 im Strafgesetzbuch der DDR (§ 51 StGB-DDR) vorgesehene Nebenstrafe, die zusätzlich zu einer Freiheitsstrafe verhängt werden konnte.
Mit der Aufenthaltsbeschränkung konnte der Aufenthalt des Täters an bestimmten Orten (Wohn- oder Tatort, Kreise und Großstädte) untersagt werden. Nach § 52 StGB-DDR war die Aufenthaltsbeschränkung grundsätzlich auf einen Zeitraum von zwei bis fünf Jahren befristet, konnte aber in Ausnahmefällen auch unbefristet verhängt werden. Die Aufenthaltsbeschränkung konnte bei guter Führung nachträglich vom Gericht verkürzt werden.
Die Verurteilung zu einer Aufenthaltsbeschränkung setzte grundsätzlich voraus, dass diese Maßnahme zum Schutz der gesellschaftlichen Ordnung oder der Sicherheit der Bürger geboten war. Zwei Straftatbestände sahen ausdrücklich die voraussetzungslose Verhängung einer Aufenthaltsbeschränkung als Ermessensentscheidung des Richters vor: § 123 StGB-DDR (Ausnutzung und Förderung der Prostitution) und § 249 StGB-DDR (Gefährdung der öffentlichen Ordnung durch asoziales Verhalten).
Der Verstoß gegen die gerichtlich angeordnete Aufenthaltsbeschränkung war nach § 238 StGB-DDR strafbewehrt. Das Strafmaß betrug in diesem Fall Freiheitsstrafe bis zu zwei Jahren oder Geldstrafe. Der Verstoß konnte zum Widerruf der Bewährung führen.
Neben der gerichtlich verhängten Aufenthaltsbeschränkung konnte diese Maßnahme nach der Verordnung über Aufenthaltsbeschränkung vom 24. August 1961 auch präventiv als Maßnahme der Gefahrenabwehr verhängt werden, ohne dass der Verdacht einer Straftat bestehen musste. So diente die Verordnung nach dem Mauerbau zur Rechtfertigung von Zwangsumsiedlungen in der Aktion Kornblume. 1976 wurde der Regimekritiker Robert Havemann auf Grundlage dieser Vorschrift unter grober Überdehnung des eindeutigen Gesetzeswortlauts zu Hausarrest verurteilt.